# Ramón de Pablo Marañón
Ramón de Pablo Marañón, né le 21 avril 1938 à San Román de la Llanilla (Cantabrie, Espagne) et mort le 13 mai 2025, est un footballeur espagnol qui joue au poste de milieu de terrain.

## Carrière
Ramón de Pablo Marañón, âgé de 18 ans, débute en première division lors de la saison 1956-1957 avec l'Atlético de Madrid.
En 1958, il rejoint Levante UD qui joue en deuxième division. En 1960, il joue au Real Murcie, également en D2.
En 1961, il est recruté par le FC Barcelone. Avec Barcelone, il joue 10 matchs de championnat. Il est prêté au Córdoba CF pour la saison 1962-1963, puis revient au Barça la saison suivante.
En 1964, il est recruté par le CE Sabadell. Il joue la saison 1965-1966 avec l'équipe de Levante UD. Entre 1966 et 1972, il joue avec Sabadell en première division.
Il joue au RCD Majorque (deuxième division) lors de la saison 1972-1973, qui s'avère être sa dernière. Au total, il dispute 266 matchs dans les divisions professionnelles espagnoles, dont 184 matchs en première division et 82 matchs en deuxième division.